# Nhà thi đấu Suwon
Nhà thi đấu Suwon là một nhà thi đấu nằm ở Suwon, Hàn Quốc. Sức chứa trong hội trường là 5.145 người và được xây dưng vào năm 1963 để tổ chức nội dung bóng ném tại Thế vận hội mùa hè 1988. Ngày nay, nó là một phần của Khu liên hợp thể thao Suwon.